# スティール (DCコミックス)
スティール（英: Steel）は、DCコミックスの出版するアメリカン・コミックス『スーパーマン』に登場する架空のスーパーヒーロー。ルイーズ・サイモンソンとジョン・ボグダノーブによって創造され、1993年の"The Adventures of Superman #500"で初登場した。

## 人物
本名：ジョン・ヘンリー・アイアンズ (John Henry Irons)
ジョン・ヘンリー・アイアンズは貧しい家庭で育ち、家族を守るためには裕福になる必要性を感じていた。スポーツ奨学金で進学し、アメールテック・インダストリーズへ入社する。ヘンリーはそこで優秀な技術者になるが、プロトタイプの兵器がテロリストに流出し無実の人々が死亡する事件が起きる。政府直属の兵器開発で金銭を得る自身に疑問を抱き始め、彼は死を偽装しアメールテック・インダストリーズを去る。
メトロポリスで鉄工員として働き始めたある日、同僚が高層ビルから落下し助けようとするが失敗してしまい、ヘンリー自身も死を覚悟したところをスーパーマンに救われる。ヘンリーが命を救ってくれたお礼がしたいと言うと、スーパーマンは「それなら有意義なことをすれば良い」と言って去っていった。その後、間もなくしてスーパーマンはドゥームズデイとの戦いで死亡し、メトロポリスに犯罪が増え始める。スーパーマンがいなくなったメトロポリスを守るため、ヘンリーは技術者時代の知識で鋼鉄のスーツを作り、ヒーローとして活動し始める。

## 他のメディア

### 映画
スティール (映画) (1997年)
演 - シャキール・オニール

### アニメ

#### テレビアニメ
スーパーマン (アニメ) (1996年-2000年)
声 - マイケル・ドーン
ジャスティス・リーグ・アンリミテッド (2004年-2006年)
声 - フィル・ラマール

#### 長編アニメ
ジャスティス・リーグ:アトランティスの進撃 (2015年)
声 - カリー・ペイトン
ジャスティス・リーグ:ゴッド&モンスター (2015年)
声 - カリー・ペイトン
デス・オブ・スーパーマン (アニメ) (2018年)
声 - クレス・ウィリアムズ
レイン・オブ・ザ・スーパーメン (アニメ) (2019年)
声 - クレス・ウィリアムズ